# Ca la Flora (Cornellà del Terri)
Ca la Flora és una casa de Cornellà del Terri (Pla de l'Estany) inclosa a l'Inventari del Patrimoni Arquitectònic de Catalunya.

## Descripció
Casal urbà de planta rectangular amb algunes edificacions annexes, desenvolupat en planta baixa i dues plantes pis. Les parets són de maçoneria amb carreus a les cantonades i obertures. La façana és arrebossada i pintada. Els sostres de la planta baixa i del primer pis són fets amb volta de rajola. A la sala del primer pis la volta és amb llunetes laterals i el paviment de cairons. La sala encara conserva el pintat originari. La coberta és de teula àrab a dues vessants.
Hi ha un cos annex de planta rectangular que és fet amb carreus de pedra de Banyoles (travertí) situat a 45° respecte la resta de l'edifici. Inicialment els seus baixos eren oberts al carrer amb uns grans arcs lleugerament rebaixats, avui tapiats, i conserva els sostres amb volta de pedra de quatre punts. Les façanes presenten finestrals amb arcs de mig punt.

## Història
A la llinda de la porta es pot llegir: "Salvador Subirós me fecit lo dia 8 de novembre de 1882". Segons els propietaris, el cos annex fet amb carreus és construït per un Governador de Girona que hi anava a passar temporades. En els anys 50 del segle XX havien estat un porxo obert. La nau posterior de la casa fou durant molts anys una sala de ball pel poble.